# Рюль, Иван Фёдорович
Ива́н Фёдорович Рюль (нем. Johann Georg von Ruehl; 21 мая [1 июня] 1768, Мариенбург, Лифляндская губерния — 17 [29] декабря 1846, Санкт-Петербург) — лейб-медик, инспектор медицинской части Учреждений императрицы Марии, доктор медицины и хирургии; действительный тайный советник.

## Биография
Родился в Мариенбурге (Лифляндская губерния), как указано на надгробии, 21 мая (1 июня) 1768 года (по другим сведениям — 20 мая 1769 года).
В 1787 году окончил Хирургический институт и поступил ординатором в Обуховскую больницу. В феврале 1788 года был направлен судовым врачом на боевой корабль «Победоносец» Балтийского флота. В начавшейся Русско-шведской войне 1788—1790 годов участвовал в сражениях со шведами у Гогланда и Гельсингфорса. По возвращении в Санкт-Петербург в 1790 году был назначен штаб-лекарем в Генеральный сухопутный госпиталь.
В 1792 году получил степень доктора медицины и хирургии в Эрфуртском университете.
В январе 1794 года был назначен полковым врачом в Преображенский лейб-гвардии полк и, замеченный императором Павлом I, с 20 марта 1798 года начал службу при императорскому двору. С 1802 года — гоф-хирург (придворный хирург), с 1804 — лейб-медик при императрице Марии Фёдоровне.
В 1805 году был определён главным армейским доктором в Волынской губернии. В сражении с французами при Ламбахе (19 октября 1805) спас 163 раненых. В сражении при монастыре Мельк (26 октября 1805) — около 300 раненых, за что был награждён орденом Св. Владимира 4-й степени. В 1805—1806 годах, деятельно помогая раненым, участвовал в сражениях у городов Вельс, Энс, Кремс, Штейн и при Аустерлице.
В 1806 году вернулся в Санкт-Петербург, где оставался при особах императорской фамилии и осуществлял надзор за больницами воспитательных и благотворительных заведений.
С 1808 года — статский советник, с 1817 года — действительный статский советник; 1 января 1810 года пожалован в лейб-хирурги, 24 октября 1823 года пожалован в лейб-медики (со старшинством с 15 марта 1819 г.). 
В 1819 году он получил почётный диплом доктора медицины и хирургии от Санкт-Петербургской Медико-хирургической академии; 26 июля 1821 года был награждён орденом Св. Владимира 2-й степени. В 1823 году стал членом Медицинского совета Министерства внутренних дел, а в 1825 году был пожалован в тайные советники; 22 августа 1826 года получил орден Св. Анны 1-й степени. Пользовался благорасположением императрицы Марии Фёдоровны, которая в своём духовном завещании назначила ему на память некоторые из своих драгоценностей.
Был утверждён Советом Императорского Человеколюбивого общества 7 мая 1828 года в звании председателя Медико-филантропического комитета (состоял членом комитета с момента его основания в 1802), а 6 декабря того же года высочайшим рескриптом был назначен инспектором по Медицинской части в состоявших под покровительством императрицы Марии Фёдоровны богоугодных заведениях (с 1829 подведомственны IV отделению Собственной его императорского величества канцелярии или Ведомству учреждений императрицы Марии).
В 1831 году Рюль активно проявил себя во время эпидемии холеры в Санкт-Петербурге, за что получил высочайший благодарственный рескрипт. В 1833 году был назначен почётным членом Демидовского дома призрения трудящихся (Демидовский дом трудолюбия), состоявшего под покровительством императрицы Александры Фёдоровны. Был членом Попечительского совета заведений общественного призрения в Санкт-Петербурге (1830—1846), попечителем Больницы всех скорбящих по нравственной части (1830—1840); 16 июля 1837 года был награждён орденом Белого Орла.

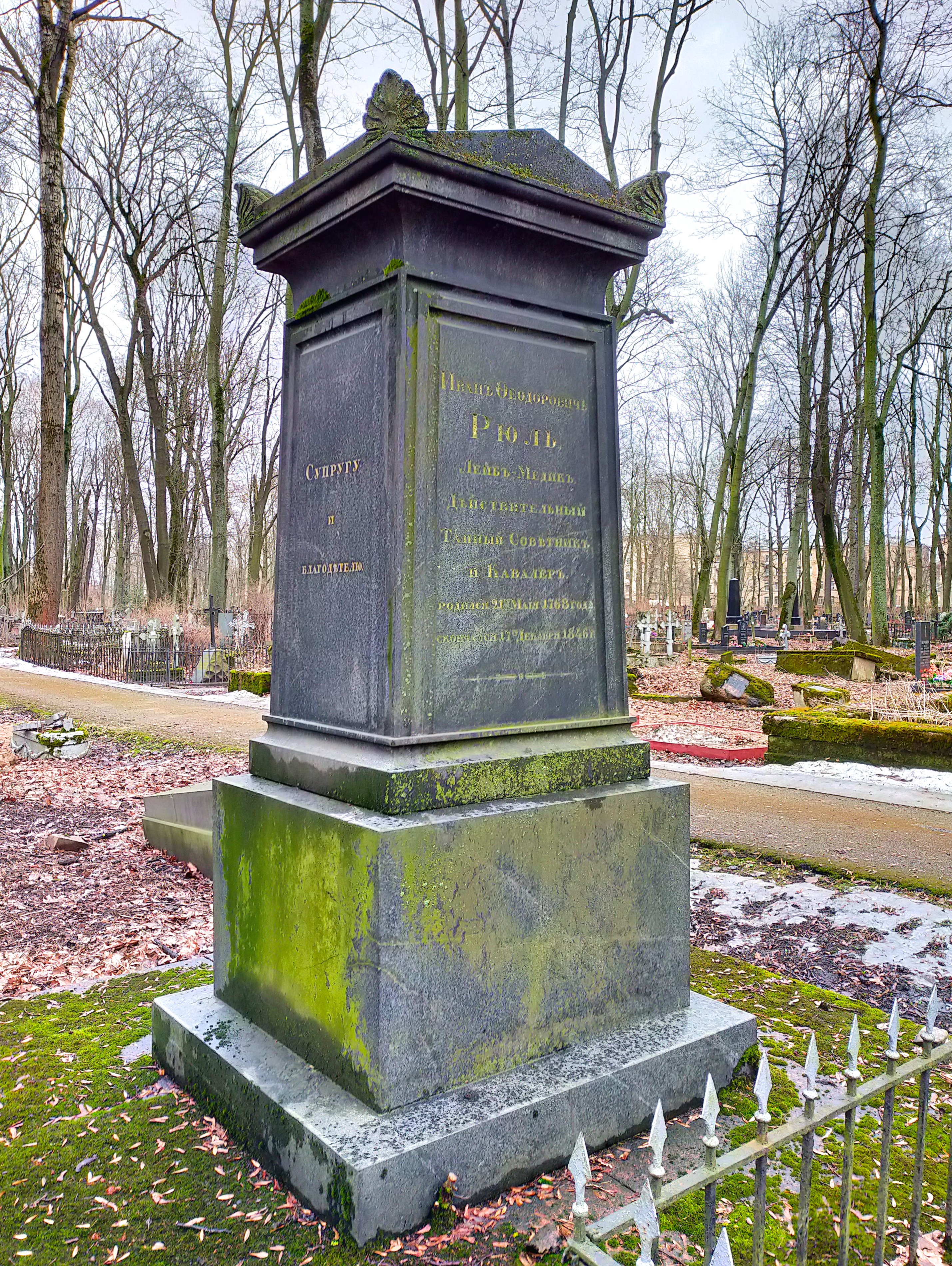
Памятник на могиле И. Ф. Рюля (1768—1846), Волковское лютеранское кладбище

Последние годы жизни болел и уже был не в состоянии выезжать из дому. Умер 17 декабря 1846 года. Был похоронен на Волковском лютеранском кладбище.

## Заслуги
Рюль внёс капитал для выдачи процентов лучшим ученикам, выпускаемым из фельдшерской школы. Изобрел особенную искусственную ногу и напечатал «Фармакопею для руководства врачам» (1824). Сделал большой вклад в дело организации психиатрических клиник в Санкт-Петербурге. Рюль разработал устав образцовой клиники (1832), занимался вопросом статистики умалишённых, издал книгу «Опыт статистического обозрения о числе одержимых разными душевными недугами в России» (1840). Был сторонником мягких, ненасильственных действий в отношении пациентов.
Рассмотрению его деятельности по лечению и призрению душевнобольных было посвящено специальное исследование, составленное на основании докладных записок и печатных трудов Рюля: Прозоров Л. А. Из истории русской психиатрии: И. Ф. Рюль // Современная психиатрия. — 1913. — № 11. — С. 876—894.

## Семья
В 1806 году, согласно формулярному списку, значился вдовцом и имеющим 12-летнего сына Алексея, обучающегося в 1-м Кадетском корпусе, а в 1841 году показан женатым на Авдотье Сергеевне Сергеевой (25.02.1785 — 27.09.1848) и имеющим дочерей Эмилию (39 л.) и Веру (03.08.1811—16.01.1893), находящихся в замужестве; последняя была за Я. В. Виллие (1794—1850), действительным статским советником, главным врачом военно-учебных заведений, лейб-медиком великих князей императорского дома . На мещанской дочери Евдокии Сергеевой он женился 11 ноября 1825 года. Поручителями по жениху и невесте были статские советники Пётр Чернивецкий и Фёдор Кроказиус. 